# Kobi Simmons
Kobi Jordan-Simmons (Atlanta, 4 luglio 1997) è un cestista statunitense.

## Statistiche

### NCAA
| Anno      | Squadra          | PG | PT | MP   | TC%  | 3P%  | TL%  | RP  | AP  | PRP | SP  | PP  |
| --------- | ---------------- | -- | -- | ---- | ---- | ---- | ---- | --- | --- | --- | --- | --- |
| 2016-2017 | Arizona Wildcats | 37 | 37 | 23,5 | 39,5 | 32,7 | 77,5 | 1,6 | 2,0 | 0,6 | 0,1 | 8,7 |

#### Massimi in carriera
- Massimo di punti: 20 vs California-Los Angeles (21 gennaio 2017)[1]
- Massimo di rimbalzi: 6 vs California-Los Angeles (21 gennaio 2017)
- Massimo di assist: 5 (3 volte)
- Massimo di palle rubate: 3 (2 volte)
- Massimo di stoppate: 1 (3 volte)
- Massimo di minuti giocati: 37 (2 volte)

### NBA

#### Regular Season
| Anno      | Squadra             | PG | PT | MP   | TC%  | 3P%  | TL% | RP  | AP  | PRP | SP  | PP  |
| --------- | ------------------- | -- | -- | ---- | ---- | ---- | --- | --- | --- | --- | --- | --- |
| 2017-2018 | Memphis Grizzlies   | 32 | 12 | 20,1 | 42,3 | 28,2 | 100 | 1,6 | 2,1 | 0,6 | 0,2 | 6,1 |
| 2018-2019 | Cleveland Cavaliers | 1  | 0  | 2,0  | -    | -    | -   | 0,0 | 0,0 | 0,0 | 0,0 | 0,0 |
| 2022-2023 | Charlotte Hornets   | 5  | 0  | 5,6  | 16,7 | 20,0 | 100 | 0,8 | 1,0 | 0,0 | 0,4 | 1,0 |
| Carriera  | Carriera            | 38 | 12 | 17,7 | 41,5 | 27,3 | 100 | 1,4 | 1,9 | 0,5 | 0,2 | 5,3 |

#### Massimi in carriera
- Massimo di punti: 20 vs Detroit Pistons (8 aprile 2018)[2]
- Massimo di rimbalzi: 5 (2 volte)
- Massimo di assist: 7 vs Detroit Pistons (8 aprile 2018)
- Massimo di palle rubate: 3 (2 volte)
- Massimo di stoppate: 1 (7 volte)
- Massimo di minuti giocati: 36 vs Dallas Mavericks (10 marzo 2018)

## Palmarès
- Coppa di Polonia: 1

Stal Ostrów: 2022
- McDonald's All-American Game (2016)